# Jacques Mulle de Terschueren
Jacques Adile Marie Ghislain, baron Mulle de Terschueren, né le 12 juin 1857 à Tielt et mort le 17 septembre 1932 à Bruxelles fut un homme politique catholique belge.

## Biographie
Il fut docteur en droit (Université catholique de Louvain) et avocat ; il fut élu conseiller provincial de la province de Flandre-Occidentale (1891-1919) et 
sénateur de l'arrondissement de Roulers-Tielt (1919) en suppléance du baron Maurice van der Bruggen.
Il fut créé baron en 1914.

## Généalogie
- Il fut fils de Adile (1827-1914) et Marie-Caroline Coghen (1832-1870) ;
- Il épousa en 1884 Louisa Calmeyn (1859-1932);
  - Ils eurent deux enfants : Louis (1887-1957) et Ghislaine (1888-?).

## Sources
- Bio sur ODIS